# British Doctors Study

Die British Doctors Study (deutsch: „Britische Ärzte-Studie“) ist der Name einer prospektiven epidemiologischen Studie, welche von 1951 bis 2001 lief und bereits 1956 überzeugende statistische Belege dafür lieferte, dass das Tabakrauchen das Lungenkrebs-Risiko erhöht.
Die Studie wurde anfänglich von den berühmten Epidemiologen und Statistikern Richard Doll und Austin Bradford Hill geführt. 1971 stieß Richard Peto dazu.

## Kontext
Obwohl bereits ein Verdacht herrschte, dass Rauchen und verschiedene Erkrankungen einen Zusammenhang hätte, waren Belege für einen solchen Zusammenhang höchst lückenhaft. Tatsächlich wurde das Rauchen lange Zeit als „gesund“ angepriesen, und es gab keine überzeugende Erklärung dafür, weshalb Lungenkrebsraten in die Höhe schossen.
Die Studie war übrigens die erste statistisch abgesicherte medizinische Untersuchung, welche statistischen Kriterien standhielt. Zuvor gab es lediglich die von Ronald Aylmer Fisher initiierten Studien in der Agrarwirtschaft.

## Die Studie
Im Oktober 1951 schickten die Wissenschaftler allen registrierten männlichen Ärzten Großbritanniens einen Fragebogen über ihre Rauchergewohnheiten und ihre Gesundheit. Zwei Drittel, nämlich 34.439, beantworteten die Anfrage. Abgesehen von diesen Ärzten wurden keine weiteren Bevölkerungsgruppen untersucht.
Die Studienteilnehmer wurden dann anhand verschiedener Kriterien – wie dem Jahrzehnt der Geburt, der ursachenspezifischen Todesursache, dem gesundheitlichen Wohlbefinden und den Rauchgewohnheiten – klassifiziert. Neue Fragebögen wurden 1957, 1966, 1971, 1978, 1991 und 2001 an die Studienteilnehmer versandt.

## Statistische Analyse
Der Rücklauf von ausgefüllten Fragebögen war ziemlich hoch, was angemessene statistische Analysen ermöglichte. Schon in den 1950er Jahren konnte damit belegt werden, dass sowohl Lungenkrebs als auch Koronarthrombose (damaliger Begriff für den myokardialen Infarkt) signifikant häufiger bei Rauchern als bei Nichtrauchern auftreten.
In den darauffolgenden Berichten, welche alle zehn Jahre veröffentlicht wurden, wurden mehr Informationen bekannt gegeben. Zusammenfassend ergab die Langzeitstudie, dass:
- das Rauchen die durchschnittliche Lebensdauer um bis zu zehn Jahren senkt
- 50 Prozent aller Raucher an einer mit dem Rauchen assoziierten Erkrankung sterben, obwohl deren früherer Todeszeitpunkt vom Ausmaß des Rauchens abhängig ist
- wer bis zum Alter von
  - 30 Jahren raucht, nicht früher stirbt
  - 40 Jahren raucht, durchschnittlich ein Jahr früher stirbt
  - 50 Jahren raucht, im Schnitt 4 Jahre weniger lang lebt
  - 60 Jahren raucht, 7 Lebensjahre verliert.
  - 70 Jahren raucht, 10 Lebensjahre verliert.